# FCK Håndbold
Football Club København Håndbold (FCK Håndbold, FC København Håndbold) från Köpenhamn i Danmark var FC Köpenhamns handbollssektion. Sektionen bildades 2002 och upplöstes i juni 2010, varpå A-laget slogs samman med AG Håndbold (Albertslund/Glostrup Håndbold) och bildade det nya laget AG København. Resterande delar av AG Håndbold och FCK Håndbold blev FIF Håndbold.

## Frederiksbergshallen
FCK Håndbolds hemmaarena var Frederiksberg-Hallernes hall 4, med kapacitet för 1 400 åskådare.

## Spelare i urval

### Damer
- Camilla Andersen (2004–2005)
- Maren Baumbach (2007–2009)
- Matilda Boson (2002–2004)
- Anita Bulath (2006–2007)
- Sara Eriksson (2006–2008)
- Madeleine Gustafsson (Grundström) (2006–2008)
- Sara Holmgren (2005–2008)
- Nadine Krause (2007–2010)
- Cecilie Leganger (2008–2010)
- Katalin Pálinger (2005–2006)
- Linn-Kristin Riegelhuth (2009–2010)
- Maja Savić (2008–2010)
- Mette Sjøberg (2006–2008)
- Josephine Touray (2005–2008)
- Emilija Turej (2008–2010)
- Mette Vestergaard (2002–2006)
- Johanna Wiberg (2007–2010)

### Herrar
- Arnór Atlason (2006–2010)
- Tommy Atterhäll (2007–2010)
- Martin Boquist (2005–2010)
- Steinar Ege (2006–2010)
- Martin Frändesjö (2007)
- Mattias Gustafsson (2006–2008)
- Kasper Hvidt (2009–2010)
- Klavs Bruun Jørgensen (2007–2009)
- Morten Krampau (2002–2007)
- Fredrik Lindahl (2006–2010)
- Pelle Linders (2007–2010)
- Frank Løke (2004–2005)
- Erlend Mamelund (2009–2010)
- Valter Matošević (2008–2009)
- Peter Nørklit (2003–2008)
- Daniel Svensson (2003–2005)
- Kristian Svensson (2005–2008)

## Tränare i urval
- Anja Andersen (damlaget, 2008–2010)
- Magnus Andersson (herrlaget, 2005–2010)